# Protexarnis confinis
Protexarnis confinis är en fjärilsart som beskrevs av Otto Staudinger 1881. Protexarnis confinis ingår i släktet Protexarnis och familjen nattflyn. Inga underarter finns listade i Catalogue of Life.